# Millî Küme 1939
Die Millî Küme 1939 war die dritte ausgetragene Saison der Millî Küme. Von der türkischen Generaldirektion für Leibesübungen wurde Galatasaray Istanbul zum Meister erklärt und dies war der erste (zugesprochene) türkische Meistertitel Galatasarays.

## Teilnehmende Mannschaften
- Beşiktaş Istanbul – Aus der  İstanbul Futbol Ligi als 1. Platz
- Fenerbahçe Istanbul – Aus der İstanbul Futbol Ligi als 2. Platz
- Galatasaray Istanbul – Aus der İstanbul Futbol Ligi als 3. Platz
- Vefa Istanbul – Aus der İstanbul Futbol Ligi als 4. Platz
- Ankara Demirspor – Aus der Ankara Futbol Ligi als 1. Platz
- Ankaragücü – Aus der Ankara Futbol Ligi als 2. Platz
- Doğanspor – Aus der İzmir Futbol Ligi als 1. Platz
- Ateşspor – Aus der İzmir Futbol Ligi als 2. Platz

## Statistiken

### Abschlusstabelle
Punktesystem
Sieg: 3 Punkte; Unentschieden: 2 Punkte; Niederlage: 1 Punkt; Strafverifizierte Niederlage: 0 Punkte
| Pl. | Verein               | Sp. | S  | U | N  | Tore    | Quote | Punkte |
| --- | -------------------- | --- | -- | - | -- | ------- | ----- | ------ |
| 1.  | Galatasaray Istanbul | 14  | 11 | 0 | 3  | 043:190 | 2,26  | 35     |
| 2.  | Ankara Demirspor     | 14  | 9  | 3 | 2  | 035:160 | 2,19  | 35     |
| 3.  | Ankaragücü           | 14  | 9  | 1 | 4  | 034:210 | 1,62  | 33     |
| 4.  | Beşiktaş Istanbul    | 14  | 8  | 2 | 4  | 037:170 | 2,18  | 32     |
| 5.  | Fenerbahçe Istanbul  | 14  | 6  | 2 | 6  | 031:260 | 1,19  | 28     |
| 6.  | Vefa Istanbul        | 14  | 3  | 2 | 9  | 028:360 | 0,78  | 22     |
| 7.  | Doğanspor            | 14  | 3  | 1 | 10 | 013:490 | 0,27  | 21     |
| 8.  | Ateşspor             | 14  | 1  | 1 | 12 | 009:430 | 0,21  | 17     |

### Torschützenliste
Bei gleicher Anzahl von Treffern sind die Spieler alphabetisch nach Nachnamen bzw. Künstlernamen sortiert.
| Rang | Name                 | Mannschaft           | Tore |
| ---- | -------------------- | -------------------- | ---- |
| 1.   | Cemil Erlertürk      | Galatasaray Istanbul | 13   |
| 1.   | Hakkı Yeten          | Beşiktaş Istanbul    | 13   |
| 3.   | Nikola Büyükvafiadis | Galatasaray Istanbul | 11   |
| 3.   | Şeref Görkey         | Beşiktaş Istanbul    | 11   |
| 5.   | Selahattin Almay     | Galatasaray Istanbul | 8    |
| 6.   | Fuat                 | Doğanspor            | 7    |
| 6.   | Sulhi Garan          | Vefa Istanbul        | 7    |
| 6.   | Vahap Özaltay        | Ankaragücü           | 7    |
| 6.   | Basri Taşkavak       | Fenerbahçe Istanbul  | 7    |
| 10.  | Naci Bastoncu        | Fenerbahçe Istanbul  | 5    |
| 10.  | Fikret Bilal         | Ankaragücü           | 5    |
| 10.  | Hamdi Dağaşar        | Ankaragücü           | 5    |
| 10.  | Selahattin Pural     | Vefa Istanbul        | 5    |

### Kreuztabelle
| 1939                 | Galatasaray Istanbul | Ankara Demirspor | MKE Ankaragücü | Beşiktaş Istanbul | Fenerbahçe Istanbul | Vefa Istanbul | DOĞ | ATŞ |
| -------------------- | -------------------- | ---------------- | -------------- | ----------------- | ------------------- | ------------- | --- | --- |
| Galatasaray Istanbul |                      | 2:1              | 2:1            | 3:1               | 4:3                 | 4:1           | 7:0 | 3:1 |
| Ankara Demirspor     | 2:0                  |                  | 2:2            | 2:0               | 1:1                 | 6:3           | 7:0 | 5:1 |
| Ankaragücü           | 4:1                  | 1:2              |                | 1:0               | 3:2                 | 3:1           | 1:0 | 6:0 |
| Beşiktaş Istanbul    | 3:0                  | 1:1              | 4:1            |                   | 3:0                 | 3:3           | 5:1 | 3:0 |
| Fenerbahçe Istanbul  | 3:4                  | 4:1              | 4:1            | 2:4               |                     | 1:0           | 5:1 | 2:0 |
| Vefa Istanbul        | 0:2                  | 0:2              | 1:3            | 0:3               | 3:3                 |               | 6:2 | 3:1 |
| Doğanspor            | 0:4                  | 1:2              | 1:4            | 1:6               | 1:0                 | 3:1           |     | 1:1 |
| Ateşspor             | 2:7                  | 0:1              | 1:3            | 2:1               | 0:1                 | 0:6           | 0:1 |     |

## Meisterschafts-Play-off-Spiele
Bei Punktgleichheit entschied die Türkische Fußball Föderation (TFF) Final-Play-off-Spiele anzusetzen mit Hin- und Rückspiel jeweils ein Spiel in Istanbul und Ankara, um die Meisterschaftsentscheidung. Dieser fußballerische Umstand war erstmalig in der Millî-Küme-Historie.

### Hinspiel
| Galatasaray Istanbul                                      | Galatasaray Istanbul | Ankara Demirspor | Ankara Demirspor |
| --------------------------------------------------------- | --- | --- | ---------------- |
| Galatasaray Istanbul                                      | \| Meisterschaftsfinal-Hinspiel \| \| 23. Juli 1939 um 18:30 Uhr in Istanbul (Fenerbahçe Stadı) \| \| Ergebnis: 0:1 (0:0) – Spielabbruch (78. Spielminute) \| \| Schiedsrichter: Tarık Özerengin \| \| Spielbericht \| | \| Meisterschaftsfinal-Hinspiel \| \| 23. Juli 1939 um 18:30 Uhr in Istanbul (Fenerbahçe Stadı) \| \| Ergebnis: 0:1 (0:0) – Spielabbruch (78. Spielminute) \| \| Schiedsrichter: Tarık Özerengin \| \| Spielbericht \| | Ankara Demirspor |
| Galatasaray Istanbul                                      | Osman İncili – Adnan İncirmen, Faruk Barlas, Salim Şatıroğlu, Musa Sezer – Yusuf Bahadır, Rıza Köprülü, Nikola Büyükvafiadis, Bedii Etingü – Cemil Erlertürk, Selahattin Almay Cheftrainer: Peter Tandler ( Österreich) | Necdet Erdem – Gazi Günday, Şevket Demirtepe, İbrahim Tezcan, Şemsi – İbrahim Küçük, Arif Sevinç, Salih, Orhan Barlas – Hakkı, Orhan Canpulat                                                                          | Ankara Demirspor |
| Galatasaray Istanbul                                      | 0:1 Hakkı (53.) | | Ankara Demirspor |
| Galatasaray Istanbul                                      | Platzverweis: Necdet Erdem (78., nach einem Niederschlag vom Torwart Necdet Erdem an seinem offensiv-stürmenden Gegenspieler Cemil Erlertürk zeigte der Schiedsrichter Tarık Özerengin dem Torwart den Platzverweis. Im gleichen Moment griff der Torwart mit einem Faustschlag den Schiedsrichter an. Dabei wurde das Auge vom Schiedsrichter verletzt, er konnte das Spiel nicht weiterleiten und sorgte für einen Spielabbruch. Am Grünen Tisch wurde das Meisterschaftsfinal-Hinspiel von der Türkischen Fußball Föderation (TFF) zugunsten von Galatasaray gewertet.) | | Ankara Demirspor |
| Meisterschaftsfinal-Hinspiel                              | | |                  |
| 23. Juli 1939 um 18:30 Uhr in Istanbul (Fenerbahçe Stadı) | | |                  |
| Ergebnis: 0:1 (0:0) – Spielabbruch (78. Spielminute)      | | |                  |
| Schiedsrichter: Tarık Özerengin                           | | |                  |
| Spielbericht                                              | | |                  |

türkischsprachige Zeitungsberichte
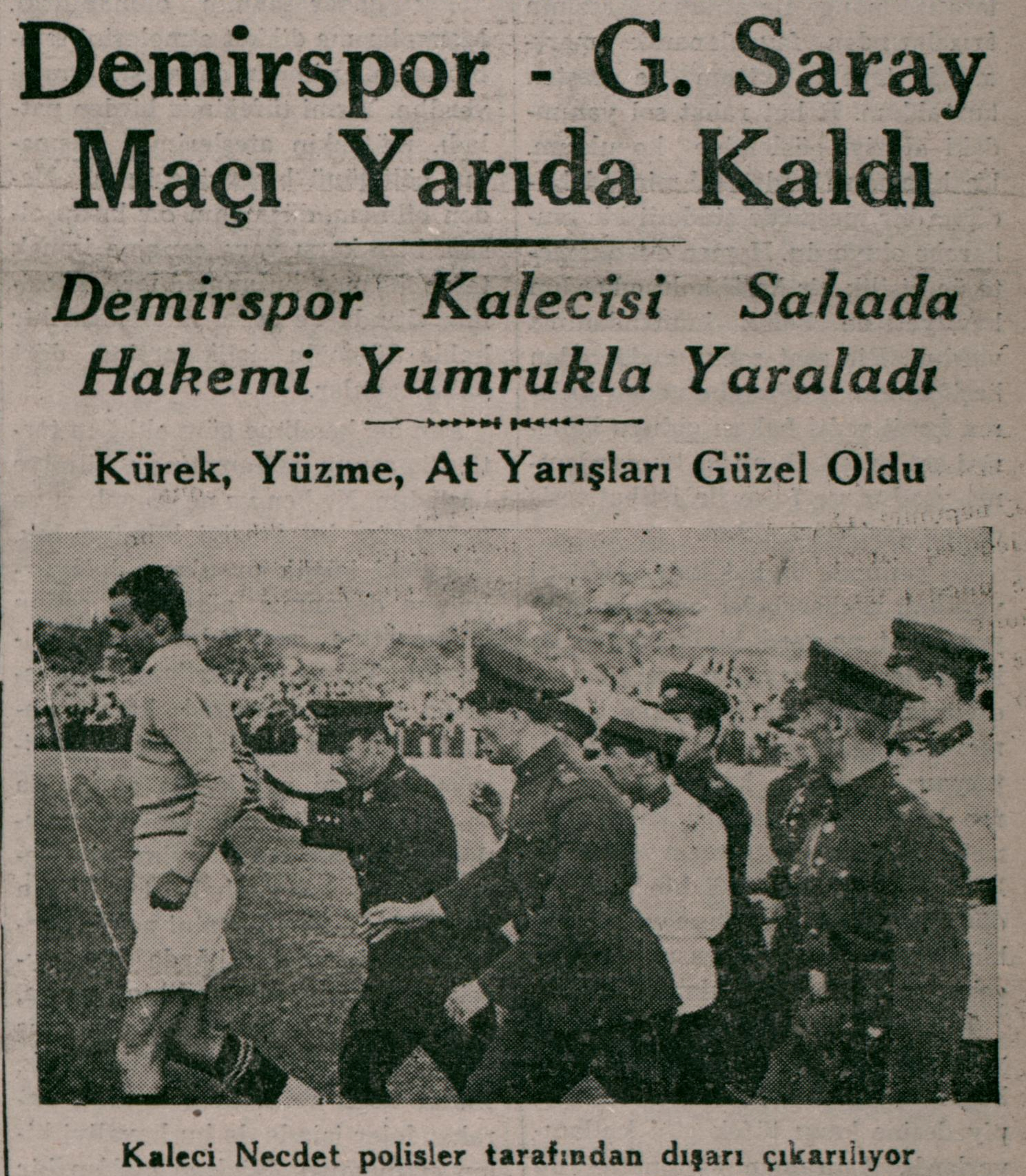
Zeitungsbericht von Yeni Sabah (24. Juli 1939), dabei ein Ausschnitt wie Erdem von der Polizei vom Spielfeld heraus eskortiert wird.
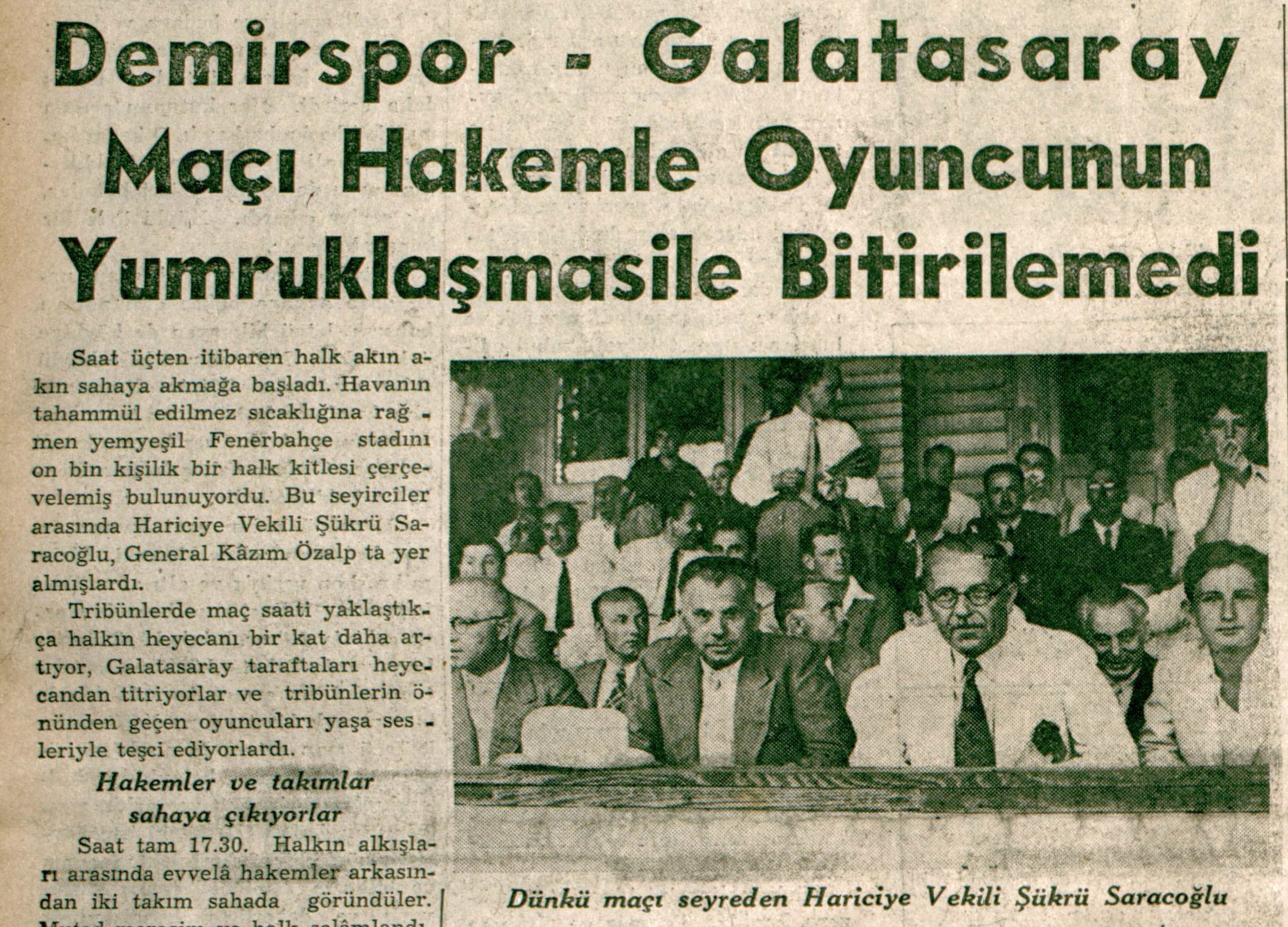
Zeitungsbericht von Tanin (24. Juli 1939)
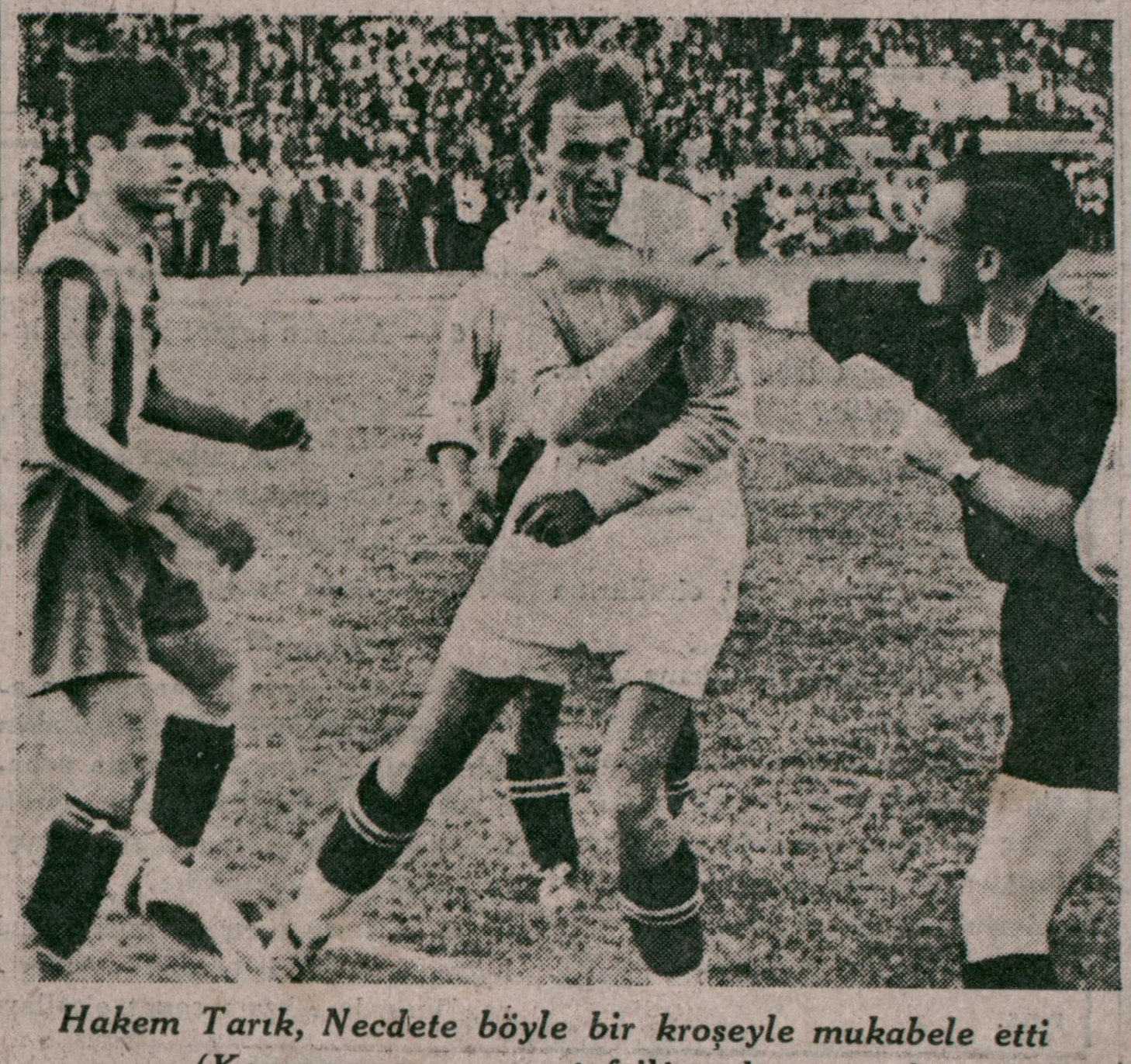
Nach dem Faustschlag von Erdem, schlug der Schiedsrichter zurück.

### Rückspiel
| Ankara Demirspor                                             | Ankara Demirspor | Galatasaray Istanbul | Galatasaray Istanbul |
| ------------------------------------------------------------ | --- | --- | -------------------- |
| Ankara Demirspor                                             | \| Meisterschaftsfinal-Rückspiel \| \| 30. Juli 1939 um 18:30 Uhr in Ankara (Ankara 19 Mayıs Stadı) \| \| Ergebnis: –:– (Spielausfall) \| \| Spielbericht \| | \| Meisterschaftsfinal-Rückspiel \| \| 30. Juli 1939 um 18:30 Uhr in Ankara (Ankara 19 Mayıs Stadı) \| \| Ergebnis: –:– (Spielausfall) \| \| Spielbericht \| | Galatasaray Istanbul |
| Ankara Demirspor                                             | Aufgrund der Vorfällen aus dem Meisterschaftsfinal-Hinspiel wurde das Meisterschaftsfinal-Rückspiel abgesagt.                                                | | Galatasaray Istanbul |
| Meisterschaftsfinal-Rückspiel                                | | |                      |
| 30. Juli 1939 um 18:30 Uhr in Ankara (Ankara 19 Mayıs Stadı) | | |                      |
| Ergebnis: –:– (Spielausfall)                                 | | |                      |
| Spielbericht                                                 | | |                      |

### Folgen

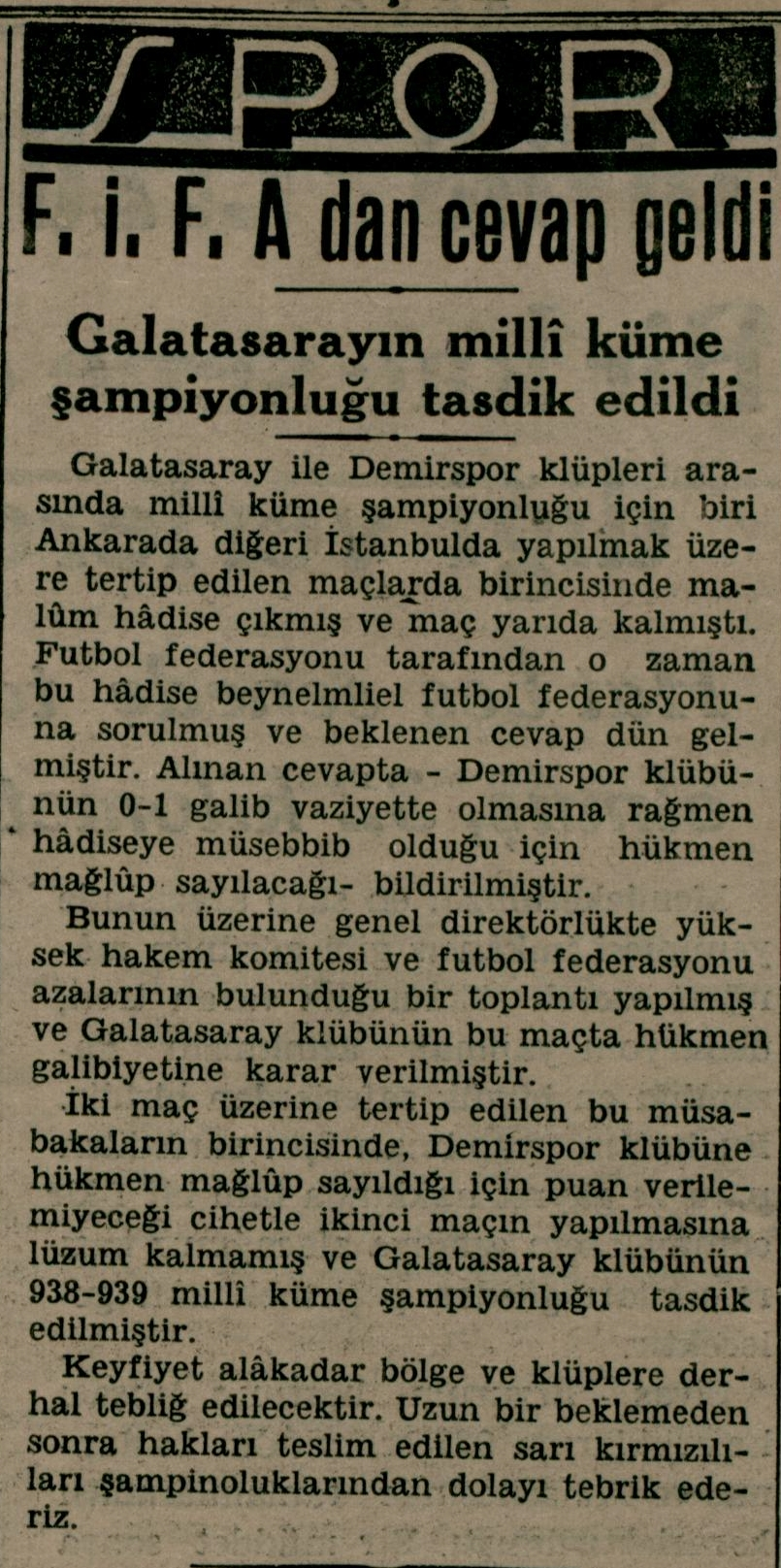
Akşam-Zeitungsbericht (27. Oktober 1939): FIFA hätte die Entscheidung von TFF bestätigt.

Anfänglich nach dem das Meisterschaftsfinal-Hinspiel zugunsten von Galatasaray gewertet wurde und das Meisterschaftsfinal-Rückspiel abgesagt wurde, entschied die Türkische Fußball Föderation (TFF) Galatasaray zum Meister zu erklären. Diese umstrittene TFF-Entscheidung sorgte für Diskussionen, woraufhin die TFF die FIFA konsultierte. Die FIFA wies den Fall im Oktober 1939 zurück, es sei eine interne Angelegenheit und die TFF müsse es selbst entscheiden über die selbstbestimmten Wettbewerb-Regularien. Letztendlich stand die TFF unter der Ägide des türkisch-staatlichen Dachsportverbands Beden Terbiyesi Genel Müdürlüğü (deutsch Generaldirektion für Leibesübungen) und diese Generaldirektion entschied die Vereinsmannschaft mit der besseren Torquote zum Millî-Küme-Meister zu erklären. Somit wurde Galatasaray mit einer Torquote 2,26 knapp vor Ankara Demirspor mit 2,19 zum offiziellen Meister.

## Die Meistermannschaft von Galatasaray Istanbul
| 1. | Galatasaray Istanbul |
|    | - Tor: Osman İncili; Sacit Öğet; Fazıl Peker - Abwehr: Adnan İncirmen; Lütfü Aksoy; Faruk Barlas; Salim Şatıroğlu; Osman Alyanak - Mittelfeld: Musa Sezer; Ekrem Kapman; Celal Kibarer; Yusuf Bahadır; Rıza Köprülü - Angriff: Bedii Etingü; Necdet Cici; Nikola Büyükvafiadis; Sarafim Madenli; Süleyman Tekil; Cemil Erlertürk; Selahattin Almay; Bülent Ediz; Eşfak Aykaç; Mehmet Yılmaz; Murat Poyraz; Nubar Hamamcıyan; Sabri Gençay; Danyal Vuran; Gündüz Kılıç - Trainer: Peter Tandler ( Österreich) |